# Paul Bostaph
Paul Steven Bostaph (ur. 26 marca 1964 w San Francisco) – amerykański perkusista, wykonawca muzyki metalowej.
Paul nauczył się grać słuchając ulubionych zespołów, głównie Iron Maiden; karierę muzyka zaczął w thrashmetalowym zespole Forbidden (1988–1990), nagrywając z nim dwa albumy i jedną EP. Później postanowił odpocząć od ciężkiego grania i opuścił zespół. Po trzyletnim odpoczynku powrócił na scenę muzyczną i wraz z zespołem Testament nagrał EP Return To The Apocaliptic City. Później dowiedział się od Johna Tempesta, że legenda thrash metalu zespół Slayer, poszukuje perkusisty na miejsce Dave'a Lombardo. Bostaph sam był fanem zespołu i wiedząc na czyim miejscu może zasiąść, bez zastanowienia pojechał na przesłuchanie. Zagrał dziewięć utworów formacji, oraz dodatkowo na prośbę gitarzysty Jeffa Hannemana (który był niepewny co do umiejętności perkusisty) wykonał bardzo trudny utwór Silent Scream. Po jego idealnym wykonaniu Bostaph został przyjęty do zespołu. 
Ze Slayerem nagrał 4 płyty oraz jedno VHS i DVD (nagrane pod koniec 2002 roku, a wydane w 2003). Po nagraniu Undisputed Attitude w 1996 Paul postanowił opuścić zespół, aby spróbować swoich umiejętności w innym bandzie, do stycznia przyszłego roku jego miejsce zastąpił John Dette, z którym Slayer nagrał teledysk do utworu I Hate You. W 2002 Bostaph opuścił Slayer na stałe, z powodu przedłużającej się kontuzji łokcia oraz zmęczenia pracą w zespole, ale już w 2003 podpisał kontrakt z numetalową grupą Systematic i jeszcze w tym samym roku nagrał z nią płytę.
W 2005 roku zastąpił chorego Toma Huntinga i zajął jego miejsce w zespole Exodus. Gdy Hunting wrócił do zdrowia, w przyjacielskiej atmosferze pożegnał się z zespołem. W 2007 roku ponownie dołączył do grupy Testament (współtworzył ich dziewiąty album - The Formation of Damnation). W 2011 roku muzyk opuścił zespół Testament, natomiast w 2013 roku ponownie dołączył do Slayer.

## Instrumentarium
| Bębny Yamaha Oak Custom - 22" x 16" Bass Drum (x2) - 20" x 16" Gong Drum - 10" x 8" Rack Tom - 12" x 10" Rack Tom - 14" x 12" Rack Tom - 16" x 16" Floor Tom - 18" x 18" Floor Tom - 14" x 5.5" LOUD Series Snare Drum Pałeczki Vater - Fatback 3A |  | Talerze perkusyjne Paiste - 15" 2002 Sound Edge Hi-Hat - 20" RUDE Basher - 19" RUDE Wild Crash - 20" Signature Precision Heavy Crash - 22" Signature Blue Bell Ride - 15" 2002 Sound Edge Hi-Hat - 20" RUDE Novo China - 20" Signature Full Crash Naciągi - Remo Clear Emperor - Remo Clear Diplomats - Remo Clear Ambassadors |

## Wybrana dyskografia
| - Forbidden - Forbidden Evil - 1988 - Forbidden - Raw Evil: Live At The Dynamo (EP) - 1989 - Forbidden - Twisted Into Form - 1990 - Testament - Return To The Apocaliptic City (EP) - 1993 - Slayer - Divine Intervention - 1994 - Slayer - Live Intrusion (VHS) - 1995 - Slayer - Undisputed Attitude - 1996 |  | - Slayer - Diabolus in Musica - 1998 - Slayer - God Hates Us All - 2001 - Slayer - War At The Warfield (DVD) - 2003 - Systematic - Pleasure To Burn - 2003 - Exodus - Shovel Headed Kill Machine - 2005 - Testament - The Formation of Damnation - 2008 - Slayer - Repentless - 2015 |

## Filmografia
- We Sold Our Souls for Rock 'n Roll (2001, film dokumentalny, reżyseria: Penelope Spheeris)[9]